# 利奧波德·斐迪南 (奧地利-托斯卡納)
奧地利-托斯卡納的利奧波德·斐迪南（德語：Leopold Ferdinand von Österreich-Toskana，1868年12月2日—1935年7月4日），末代托斯卡納大公費迪南多四世的長子。
1902年，利奧波德·斐迪南宣布放棄托斯卡納大公的繼承權，隔年與威廉明妮·艾達莫維茲（Wilhelmine Adamovicz）結婚，兩人沒有子女。
1907年，利奧波德·斐迪南與瑪麗亞·黎特爾（Maria Ritter）結婚，兩人沒有子女。
瑪麗亞·黎特爾於1924年去世。1933年，利奧波德·斐迪南與克拉拉·帕芙洛夫斯基（Klara Pawlowski）結婚，兩人亦沒有子女。